# يوري نازاروف
يوري نازاروف (الروسية: Юрий Владимирович Назаров) هو ممثل روسي (وحمل سابقاً جنسية الاتحاد السوفيتي)، ولد في 5 مايو 1937 في نوفوسيبيرسك في روسيا. من الجوائز التي نالها فنان الشعب الروسي.

## جوائز
- فنان الشعب الروسي
- ميدالية العمالة الباسلة [الإنجليزية]‏

## وصلات خارجية
- يوري نازاروف على موقع IMDb (الإنجليزية)
- يوري نازاروف على موقع قاعدة بيانات الفيلم (الإنجليزية)
- يوري نازاروف على موقع كينوبويسك (الروسية)